# یوتی‌سی ۴:۳۰-

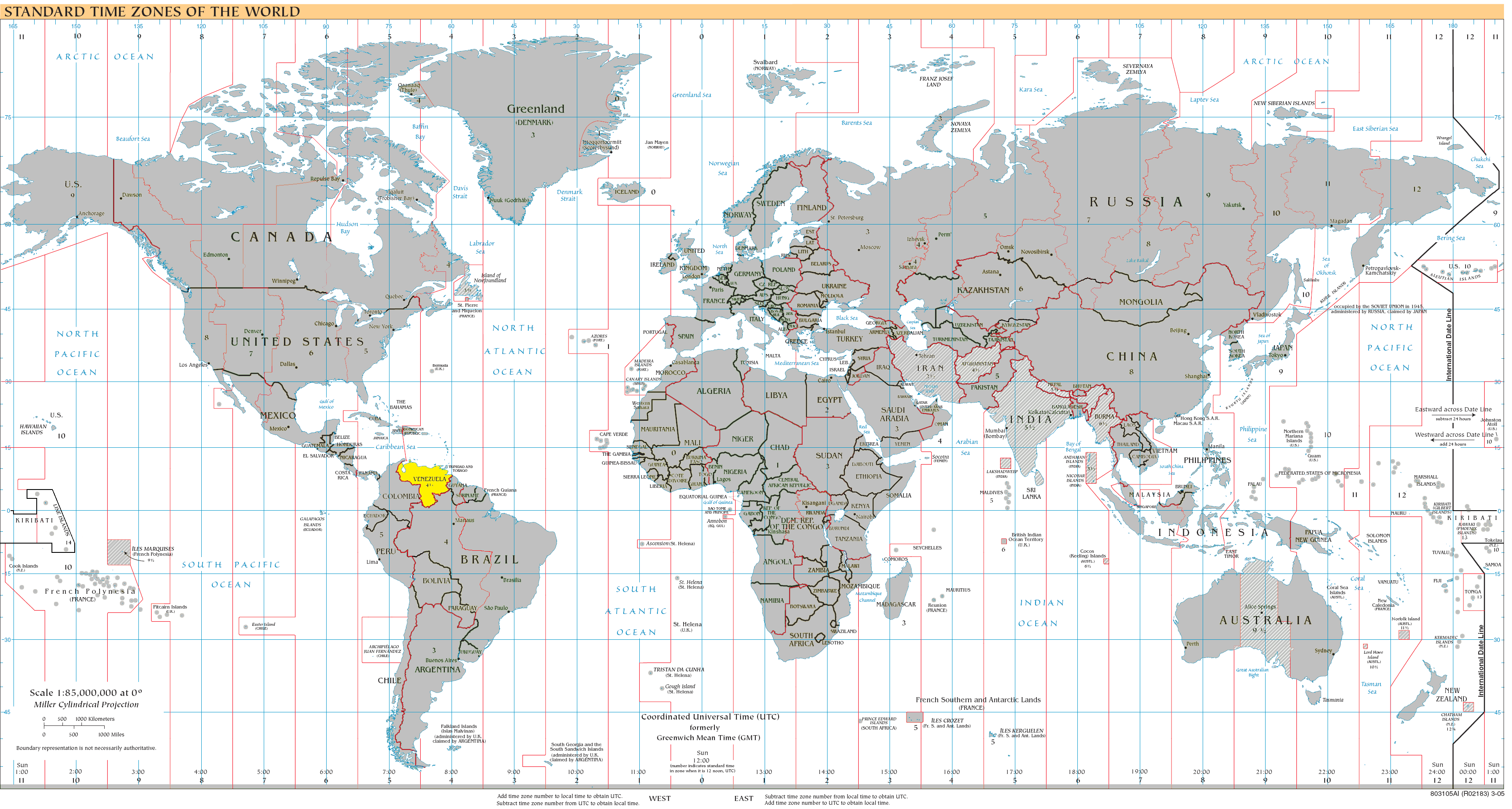
UTC−04:30: آبی (دسامبر), نارنجی (ژوئن), زرد (تمام سال), آبی روشن - محدوده دریا

هم‌اکنون زمان‌بندی گرینویچ منفی ۴:۳۰- (به انگلیسی: UTC-4:30) برای اندازه گیری زمان کاربرد دارد.

## زمان استاندارد در تمام سال
- ونزوئلا (VET—زمان در ونزوئلا)